# Eishalle Herti
L'Eishalle Herti, detto anche Eisstadion Herti, è stato il più importante stadio per hockey su ghiaccio di Zugo, in Svizzera, e ha ospitato per quarantatré anni le partite casalinghe della squadra locale, l'EV Zug.
Inaugurata nel 1967, in principio poteva accogliere 8 200 tifosi, mentre negli ultimi anni poteva contenere solo 6 780 persone. Nel 2010 fu ufficializzata la costruzione di un nuovo impianto per adeguarlo agli standard più moderni, la Bossard Arena, costruita sopra la vecchia Herti, abbattuta il 10 maggio.